# Brajkovača
Brajkovača (cyr. Брајковача) – wieś w Czarnogórze, w gminie Žabljak. W 2011 roku liczyła 16 mieszkańców.